# راه رفتن روی سیم
راه رفتن روی سیم فیلمی به کارگردانی و نویسندگی احمدرضا معتمدی و تهیه‌کنندگی سعید سعدی محصول سال ۱۳۹۵ است.

## خلاصه داستان
این فیلم داستان زندگی یک نوازنده تنبور را روایت می‌کند که از شهرستان برای پیدا کردن کار به تهران می‌آید و پس از گذشت چندی جذب یک بند راک می‌شود.

## ژانر فیلم
این فیلم در ژانر اجتماعی، درام و هیجان انگیز است. ابتدای فیلم، بیشتر در ژانر هیجان انگیز می‌باشد.

## بازیگران
- حامد کمیلی
- احمد مهرانفر
- اندیشه فولادوند
- هومن برق‌نورد
- مریم بوبانی
- رسول نجفیان
- علیرضا استادی